# René Lenoir (résistant)
Pour les articles homonymes, voir René Lenoir.
René Lenoir, né le 18 novembre 1913 à Nancy et mort le 4 novembre 1996 au Cannet, est un ingénieur et résistant français, compagnon de la Libération. Mobilisé au début de la Seconde Guerre mondiale, il est capturé par la Wehrmacht lors de la bataille de France et interné en Allemagne d'où il parvient à s'évader. Ayant rejoint la France libre, il participe à l'épopée de la 2e division blindée, de la Normandie à Berchtesgaden en passant par Paris.

## Biographie

### Jeunesse
René Lenoir naît le 18 novembre 1913 à Nancy, d'une mère couturière et d'un père qui sera tué au front en mai 1915. Après avoir étudié pendant trois ans en école professionnelle à Reims, il entre à l'École catholique d'arts et métiers de Lyon en 1931 d'où il sort en 1934 avec un diplôme d'ingénieur en construction de moteurs électriques. Appelé sous les drapeaux, il suit les cours d'élève officier de réserve à Versailles avant d'être affecté au 509e régiment de chars de combat. De retour à la vie civile en octobre 1935, il s'installe à Orléans où il reprend son métier d'ingénieur.

### Seconde Guerre mondiale
René Lenoir est rappelé au service lors de la mobilisation de septembre 1939 et affecté comme lieutenant au 31e bataillon de chars de combat. Après la drôle de guerre, il participe à la bataille de France au cours de laquelle il est chef d'une section de chars Renault FT déployée en soutien de la ligne Maginot. Le 21 juin, il est capturé par la Wehrmacht et interné à l'Oflag III-C à Lübben. Évadé du camp le 12 octobre 1941 et parvenu à revenir en France, il décide de se rallier à la France libre et de partir pour l'Angleterre. Cependant, ne parvenant pas à trouver de filière d'évasion pour la Grande-Bretagne, il s'engage d'abord pour des actions au profit de la Résistance. En janvier 1942, près du fort de la Pompelle, il s'empare d'un avion allemand qu'il met à disposition d'un aviateur anglais. Passé en zone libre et installé à Saint-Gaudens, il utilise sa profession d'ingénieur comme couverture pour créer en mai 1942 une imprimerie clandestine avec laquelle il fabrique des faux papiers permettant l'évasion de prisonniers de guerre.
Le 8 janvier 1943, René Lenoir quitte la France et passe en Espagne. Incarcéré par les troupes franquistes à Figueras puis à Gérone, il réussit à s'évader le 31 octobre 1943 et rejoint le Maroc où il s'engage dans l'Armée française de la Libération le 1er décembre. Affecté au 12e régiment de cuirassiers (12e RC) de la 2e division blindée (2e DB), il débarque sur Utah Beach le 1er août 1944 et participe à la bataille de Normandie. Chef du 1er escadron du 12e RC, il prend part à la libération de Paris le 25 août 1944 puis à la bataille des Vosges. Promu capitaine, il est ensuite engagé dans la bataille d'Alsace au cours de laquelle il s'illustre le 22 novembre 1944 en capturant 150 soldats allemands près des villages de Vieux-Lixheim et Siewiller. Une semaine plus tard, dans la nuit du 1er au 2 décembre, il stoppe une offensive ennemie et contre-attaque avec son unité, mettant en déroute une compagnie adverse. Le même jour, il mène ses hommes à l'assaut du village de Friesenheim et parvient, malgré une défense farouche, à obtenir la reddition des 1 200 hommes qui tenaient la position. Détaché sur le front de l'Atlantique pour contribuer à la réduction de la poche de Royan, il est blessé le 15 avril 1945 au Pouyaud. Remis sur pied, il rejoint la 2e DB à Berchtesgaden où il termine la guerre.

### Après-Guerre
Après la guerre, René Lenoir reprend son activité d'ingénieur et part pour le Vénézuela et la Colombie où il travaille de 1945 à 1948 pour la compagnie Schlumberger. Il s'installe ensuite en Afrique où, de 1948 à 1950, il est ingénieur dans le secteur minier en Oubangui-Chari puis, de 1950 à 1956, directeur de la filiale tchadienne d'une société de forage d'eau. De retour en France, il travaille jusqu'en 1968 pour une société pétrolière parisienne avant de devenir chef du service sous-traitance chez Fruehauf à Auxerre de 1970 à 1975, année où il prend sa retraite.
René Lenoir meurt le 4 novembre 1996 au Cannet, dans les Alpes-Maritimes.

## Décorations
|  |  |  |
|  |  |  |

| Commandeur de la Légion d'honneur | Commandeur de la Légion d'honneur | Commandeur de la Légion d'honneur | Compagnon de la Libération Par décret du 7 juillet 1945 | Compagnon de la Libération Par décret du 7 juillet 1945 | Compagnon de la Libération Par décret du 7 juillet 1945 | Croix de guerre 1939-1945 | Croix de guerre 1939-1945 | Croix de guerre 1939-1945 |
| Médaille des évadés               |                                   |                                   |                                                         |                                                         |                                                         |                           |                           |                           |